# Buchnera attenuata
Buchnera attenuata är en snyltrotsväxtart som beskrevs av Sidney Alfred Skan. Buchnera attenuata ingår i släktet Buchnera och familjen snyltrotsväxter. Inga underarter finns listade i Catalogue of Life.